# Rondeletia cincta
Rondeletia cincta är en måreväxtart som beskrevs av August Heinrich Rudolf Grisebach. Rondeletia cincta ingår i släktet Rondeletia och familjen måreväxter. Inga underarter finns listade i Catalogue of Life.